# Buckleria paludum
Buckleria paludum là một loài bướm đêm thuộc họ Pterophoridae. Loài này phân bố trên một dải rộng ở các miền Cổ bắc và Đông phương và được tìm thấy từ châu Âu đến Nhật Bản, cũng như Ấn Độ và Sri Lanka.
Sải cánh dài khoảng 12 mm. Ở Tây Âu, con trưởng thành bay vào tháng 6 và tháng 8, chúng bay chủ yếu vào lúc trời tối. Có hai lứa trưởng thành một năm.
Ấu trùng ăn Drosera rotundifolia.

## Hình ảnh

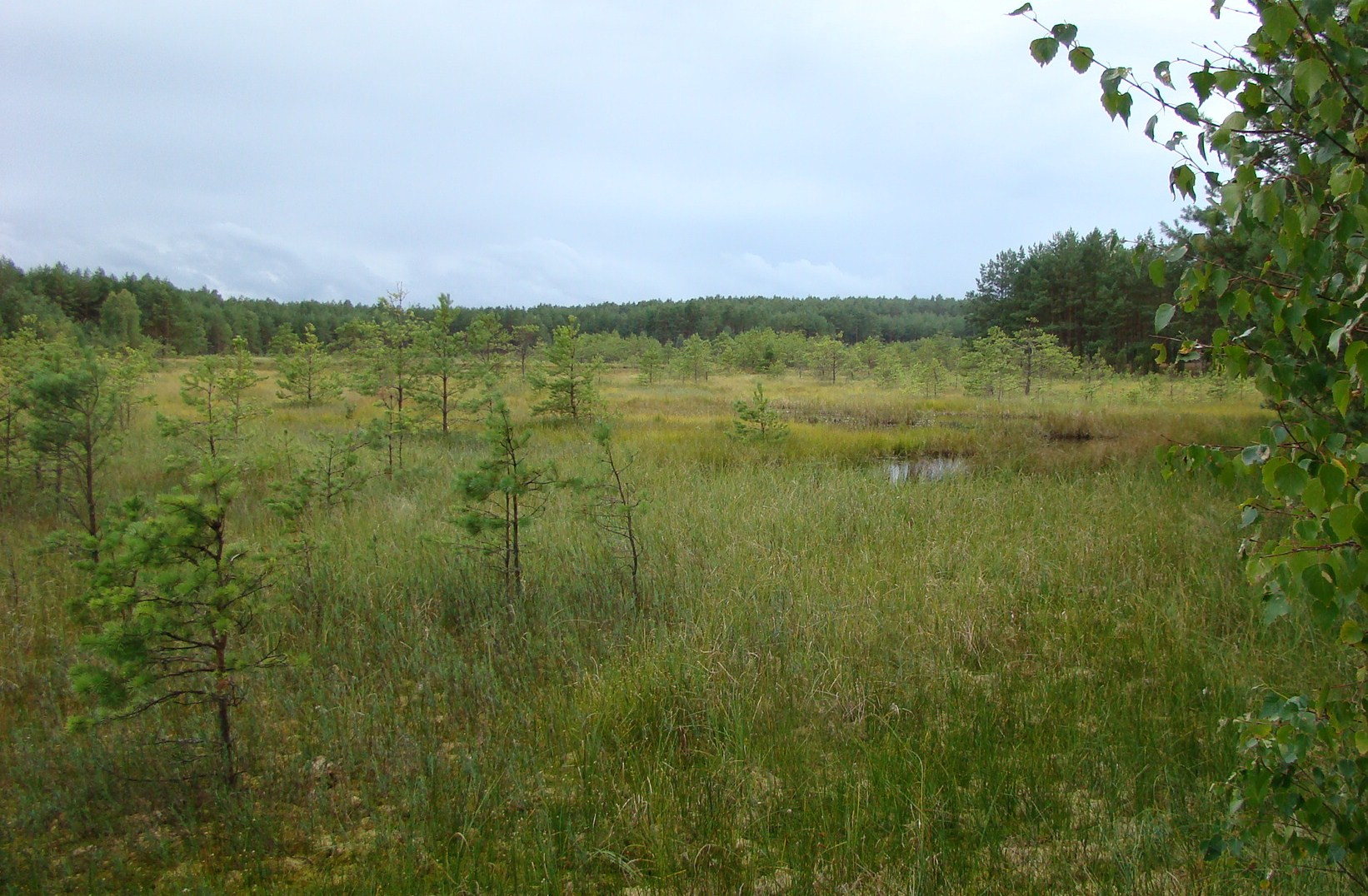